# Звездовик сводчатый
Звездови́к сво́дчатый (лат. Geastrum fornicatum) — вид грибов, входящий в род Звездовик (Geastrum) семейства Звездовиковые (Geastraceae).

## Описание
Молодые плодовые тела подземные, почти шаровидные или сплюснутые, со вросшими частицами опада, буровато-палевые. При раскрывании экзоперидий звездообразно разрывается на 4—5(7) лучей, 3—10,5 см в высоту. Лучи не гигроскопичные, прямостоячие, «сводами» приподнимающие эндоперидий над землёй. Концы лучей приросшие к мицелиальному слою экзоперидия, остающемуся на земле. При распрямлении экзоперидий до 15,5 см в диаметре. Мицелиальный слой экзоперидия толстый, с врастающими частицами опада, долговечный, с внутренней стороны палевый, затем буреющий. Волокнистый слой кожистый, со стороны эндоперидия сначала покрытый псевдопаренхиматозным слоем, затем обнажающийся, у старых грибов полностью голый, грязно-серо-коричневый со стороны мицелиального слоя беловато-палевый, затем бурый. Внутренний (псевдопаренхиматозный) слой (покрывающий экзоперидий со стороны, скрытой у молодых плодовых тел, затем показывающийся) сначала беловатый, затем темнеет до буроватого, растрескивается и исчезает с возрастом.
Эндоперидий, окружающий глебу, приподнят над «звездой» на заметном ножковидном отростке, обычно шаровидный, около 1—2 см в диаметре. Перистом сначала сосцевидный, затем конический или короткотрубчатый.
Споры в массе тёмно-коричневые, шаровидной формы, с мелкобородавчатой поверхностью, 3,5—4,2 мкм в диаметре. Гифы капиллиция толстостенные, до 10 мкм толщиной, с утончёнными концами, желтовато-коричневые.
Пищевого значения не имеет, считается несъедобным грибом.

### Сходные виды
- Geastrum quadrifidum Pers., 1794 — Звездовик четырёхлопастный — отличается существенно меньшими размерами и хорошо ограниченным перистомом. После перезимовывания экзоперидий звездовика сводчатого остаётся коричневым, а у четырёхлопастного — белеет. Эндоперидий звездовика сводчатого под лупой волосистый, а у четырёхлопастного — гладкий.
- Geastrum dissimile Bottomley, 1948 — описан из Южной Африки, отличается чётко ограниченным бороздчатым перистомом, а также меньшими размерами.
- Geastrum welwitschii Mont., 1856 — отличается ещё до раскрывания показывающимися над землёй плодовыми телами и внешним слоем экзоперидия, в который не врастают частицы опада.

## Экология и ареал
Произрастает на почве в лиственных лесах, с хорошо дренированной почвой.
В Европе и Северной Америке распространён широко, однако повсеместно редок, наиболее часто встречается на юго-западе США и в Мексике. В Красной книге Великобритании имеет статус уязвимого вида.
Включен в Красную книгу природы Ленинградской обл., Красные книги Тверской и Тамбовской обл..Охраняется на территориях Богдинско-Баскунчакского заповедника (Астраханская обл.), Ботанического сада Южного федерального университета (Ростовская обл.) и Государственного музея-заповедника М.А. Шолохова (Ростовская обл.)

## Таксономия

### Синонимы
- Geastrum fenestratum (Batsch) Lloyd, 1901, nom. superfl.
- Geastrum marchicum Henn., 1893
- Geastrum quadrifidum var. fenestratum (Batsch ex) Pers., 1801
- Lycoperdon fenestratum Batsch, 1783, nom. superfl.
- Lycoperdon fornicatum Huds., 1762basionym
- Plecostoma fornicatum (Huds.) Corda, 1842